# La regola del gioco (film 2014)
La regola del gioco (Kill the Messenger) è un film del 2014 diretto da Michael Cuesta, basato sui libri Kill the Messenger di Nick Schou e Dark Alliance di Gary Webb.

## Trama
1996. Gary Webb, giornalista del San Jose Mercury News, pubblica un articolo in cui si dimostra il coinvolgimento della CIA nel traffico di droga dal Nicaragua alla California i cui profitti servivano per armare i ribelli Contras, permettendo quindi l'epidemia del crack sul territorio statunitense. Le sue indagini iniziano ad essere scomode, ma nonostante gli avvertimenti di boss della droga e agenti della CIA, Webb continua ad indagare per far venire a galla la verità. Webb si ritroverà al centro di una campagna diffamatoria e dovrà difendere il proprio lavoro, la sua famiglia e la sua stessa vita.

## Produzione
Il film ha per protagonista Jeremy Renner (al suo primo film da produttore), affiancato da Michael Sheen, Andy García, Ray Liotta, Barry Pepper, Mary Elizabeth Winstead, Rosemarie DeWitt, Paz Vega, Oliver Platt, Richard Schiff e Michael Kenneth Williams.

## Distribuzione
Il film è uscito nelle sale cinematografiche statunitensi il 10 ottobre 2014, distribuito da Focus Features. Al botteghino ha incassato poco più di 2.400.000 di dollari, a fronte del budget iniziale di 5 milioni di dollari. In Italia è stato distribuito il 18 giugno 2015.